# Дубье (Бежаницкий район)
Дубье — деревня на крайнем севере Бежаницком районе Псковской области. Входит в состав сельского поселения муниципальное образование «Чихачёвская волость».
Расположена на реке Судома в 57 км к северу от райцентра, посёлка Бежаницы, и в 14 км к северу от волостного центра, села Чихачёво.

## Население
Численность населения по оценке на 2000 год составляла 46 жителей.